# Stazione di Tōyō-Katsutadai
La stazione di Tōyō-Katsutadai (八千中央駅?, Tōyō-Katsutadai-eki) è una stazione ferroviaria situata nella città di Yachiyo, nella prefettura di Chiba, in Giappone. Serve da capolinea per la ferrovia Rapida Tōyō, un'estensione a gestione privata della linea Tōzai della Tokyo Metro. La stazione è integrata con quella di Katsutadai della linea Keisei principale delle ferrovie Keisei, situata in superficie.

## Linee e servizi
Società ferrovia Rapida Tōyō
● Ferrovia Rapida Tōyō

## Struttura
La stazione è sotterranea, con due binari terminali e un marciapiede a isola centrale situato al secondo piano interrato.
| 1-2 | ● Ferrovia Rapida Tōyō | per Kita-Narashino, Nishi-Funabashi, Ōtemachi e Nakano |

## Stazioni adiacenti
| «                    | Servizio                       | »                    |
| Ferrovia Rapida Tōyō | Ferrovia Rapida Tōyō           | Ferrovia Rapida Tōyō |
| -------------------- | ------------------------------ | -------------------- |
| Murakami             | Locale Rapido Rapido pendolari | Capolinea            |
| Yachiyo-Midorigaoka  | Rapido Tōyō                    | Capolinea            |